# フレシアとくしま
フレシアとくしまは、徳島県徳島市のJR徳島駅東側にある、店舗・居宅から構成される複合型区分所有建物である。

## 歴史
1998年（平成10年）10月に徳島コンテナセンター跡地にオープン。徳島駅ビルに隣接している。
主要核店舗としてササクラスポーツが出店していたが、2013年9月21日に閉店した。

## 建物
テナントは2階までで、ファサードは2階建てに見えるが、その上に12階建ての共同住宅（区分所有建物）が存在し、建物東側に住宅エントランスがある。
東側にはフレシアとくしまパーキングが併設されており、約400台の車が駐車可能である。

## テナント

### 現在
- 3F～12F
  - 住居 (70戸)
- 2F
  - ワオ・コーポレーション 能開センター徳島駅前校[2]・個別指導Axis徳島駅前校大学受験専門館[3]（いずれも2014年9月12日から[2][3]）
- 1F（西から）
  - 徳島中央警察署徳島駅前交番
  - JLB（ヘアサロン）
  - 穴吹コミュニティ徳島支店・穴吹コミュニティ不動産事業本部徳島営業所
  - サーパス徳島ステーションプラザ
- フレシアとくしまパーキング (413台)

### 過去
- 2F
  - ササクラスポーツ徳島本店（開業時から2013年9月21日[1]まで）

## 周辺
- 徳島駅
- 徳島クレメントプラザ
- ダイワロイネットホテル徳島駅前
- 徳島名店街